# Alan Brown (pilota automobilistico)
Alan Everest Brown (Malton, 20 novembre 1919 – Guildford, 20 gennaio 2004) è stato un pilota automobilistico britannico di Formula 1.
Cofondatore con il connazionale Eric Brandon della Ecurie Richmond, ha partecipato a nove GP di Formula 1 tra il 1952 ed il 1954, tutti a bordo di Cooper motorizzate Bristol.
Nel 1954, iscritto al Gran Premio di Gran Bretagna, sempre a bordo di una Cooper Bristol, non prende il via alla gara: le partenze sono quindi otto. Oltre che per la Ecurie Richmond, Brown ha corso per RJ Chase (2 GP, tra cui quello di Gran Bretagna del 1954 di cui si è detto) e l'Equipe Anglaise (3 GP).
In totale Brown ha percorso 457 giri, cogliendo quale migliore piazzamento un quinto posto nel gran premio di esordio, sul Circuito di Bremgarten (Gran Premio di Svizzera); ha inoltre collezionato 4 piazzamenti fuori punti: nel gp di Gran Bretagna del 1952 risulta non classificato. La migliore prestazione in prova è il 9º posto al Gran Premio del Belgio nel 1952 (posto medio in griglia: 19º).